# سپاه ۳۹ (ورماخت)
سپاه ۳۹ (به آلمانی: XXXIX. Armeekorps) یکی از سپاه‌های نیروی زمینی آلمان در دوره رایش سوم بود که در جنگ جهانی دوم به عملیات پرداخت.

## تاریخچه عملیاتی

### شوروی
با آغاز عملیات بارباروسا سپاه ۳۹ موتوریزه به فرماندهی سپهبد رودولف اشمیت به عنوان بخشی از گروه زرهی ۳ از گروه ارتش مرکز، از روز ۲۲ ژوئن سال ۱۹۴۱ شوروی را مورد تهاجم قرار داد. روز ۲۴ ژوئن این سپاه در حال نزدیک شدن به مینسک بود. سپاه ۳۹ موتوریزه در کنار سپاه ۴۷ موتوریزه، روز ۶ ژوئیه در ناحیه سنو هدف ضد حمله دو سپاه ۵ و ۷ مکانیزه ارتش بیستم شوروی واقع گردید. در ابتدا لشکر لشکر هفتم زرهی این سپاه ۳۰ کیلومتر عقب رانده شد. پس از درگیر شدن لشکر زرهی دیگر سپاه، در یک مبارزه ۵ روزه آشفته، سپاه ۳۹ موتوریزه به همراه سپاه ۴۷ موتوریزه موفق شد با از بین بردن قریب به ۸۳۰ تانک دشمن، هر دو سپاه مکانیزه شوروی و نیروهای پیاده‌نظام پشتیبان آن‌ها را منهدم و به سمت پولوتسک، ویتبسک و اورشا پیشروی نماید. حرکت نیروهای سپاه در ستونی طولانی به تنها راه در دسترس بین لپل و ویتبسک محدود شده بود. بارش باران پیشروی سپاه را کند کرده و به دشمن فرصت آماده‌سازی داد. میانه ماه ژوئیه به دستور ارتشبد هرمان هوت، فرمانده گروه زرهی ۳، لشکرهای دوازدهم زرهی و بیستم پیاده‌نظام موتوریزه با جدا شدن از سپاه ۵۷ موتوریزه به سپاه ۳۹ موتوریزه پیوستند. ضد حمله ارتش نوزدهم شوروی بین روزهای ۱۱ تا ۱۳ ژوئیه برای باز پس گرفتن ناحیه ویتبسک از سپاه ۳۹ موتوریزه نیز با شکست مواجه گشت. در ادامه دو لشکر هفتم و بیستم زرهی این سپاه جهت به محاصره درآوردن اسمولنسک از جانب شمال در جهت شمال شرقی حرکت کردند. در نهایت رور ۲۶ ژوئیه با الحاق لشکر بیستم پیاده‌نظام موتوریزه از این سپاه با لشکر هفدهم زرهی از سپاه ۴۷ موتوریزه در شرق اسمولنسک بخش بزرگی از نیروهای دشمن در حوالی این شهر به محاصره افتادند. تلاش دو لشکر هفتم و بیستم زرهی این سپاه در انتهای این ماه جهت گذر از سد دفاعی سپاه ۹ مکانیزه ارتش سرخ موفقیت‌آمیز نبود.
در قالب طرح انتقال نیروهای گروه ارتش مرکز به جناحین، بیشتر نیروهای سپاه ۳۹ موتوریزه تا روز ۷ اوت از خط مقدم عقب کشیده شدند. این سپاه روز ۱۵ اوت جهت مشارکت در تهاجم نهایی به لنینگراد به گروه ارتش شمال منتقل گشت. این سپاه موظف شد به همراه دو سپاه از ارتش شانزدهم، لنینگراد را در طول جاده مسکو-لنینگراد از جانب جنوب شرقی مورد هجوم قرار دهد. نیروهای سپهبد اشمیت در سپاه ۳۹ موتوریزه روز ۲۵ اوت به راحتی در دفاع ارتش چهل و هشتم شوروی در شمال چودوفو نفوذ کردند. در این موقعیت سپاه لشکرهای هجدهم پیاده‌نظام موتوریزه را به سمت کیریشی در شمال شرقی، دوازدهم زرهی را به سمت کولپینو در غرب و بیستم پیاده‌نظام موتوریزه را به سمت وولخوف در شمال شرقی گسیل داشت. دو سپاه دوازدهم زرهی و بیستم پیاده‌نظام موتوریزه ۲۹ اوت توسنو و مگا را تصرف کرده و خود را به رود نوا رساندند. همزمان لشکر هجدهم پیاده‌نظام موتوریزه نیز بر کیریشی و لیوبان سلطه یافت. با فرمان ۲۹ اوت فیلدمارشال ویلهلم ریتر فن لیب، فرمانده گروه ارتش شمال، سپاه ۳۹ موتوریزه با دو لشکر بیستم پیاده‌نظام موتوریزه و دوازدهم زرهی، موظف به تعریض کوریدور دریاچه لادوگا، امنیت‌بخشی به رود نوا و پس زدن دشمن از ارتفاعات سینیاوینو به سمت شرق گردید. قوای شوروی روز ۳۰ اوت مگا را پاز پس گرفتند اما ضد حمله لشکر بیستم پیاده‌نظام موتوریزه سپاه ۳۹ موتوریزه روز بعد نیروهای دشمن مجدداً از این شهر بیرون راند. پس از یک هفته نبرد شدید، لشکرهای سپاه ۳۹ موتوریزه دفاع ارتش چهل و هشتم شوروی را شکستند و هفتم سپتامبر سینیاوینو و روز بعد شلیسلبورگ در جنوب دریاچه لادوگا را تصرف کردند تا محاصره لنینگراد تکمیل گردد.

## سازمان
- هنگام آغاز عملیات بارباروسا (۲۲ ژوئن ۱۹۴۱)[۹]:
  - لشکر هفتم زرهی
  - لشکر بیستم زرهی
  - لشکر چهاردهم پیاده‌نظام موتوریزه
  - لشکر بیستم پیاده‌نظام موتوریزه